# Administrativní dělení Grónska

Kraje v Grónsku

Grónsko je rozděleno do pěti krajů. Nacházejí se tu i dvě teritoria, která nenáleží ke Grónsku: Národní park Severovýchodní Grónsko, ovládaný Dánskem, s několika dánskými stanicemi (je to největší národní park na světě s rozlohou 972 001 km²) a Pituffická oblast, která náleží USA. V Grónsku je celkem 73 obcí. 

## Kraje
| Název      | Hlavní město | Počet obyvatel | Rozloha (km2) | ISO 3166-2 | Znak |
| ---------- | ------------ | -------------- | ------------- | ---------- | ---- |
| Avannaata  | Ilulissat    | 11 007         | 552 700       | -          |      |
| Kujalleq   | Qaqortoq     | 6 617          | 32 000        | GL-KU      |      |
| Qeqertalik | Aasiaat      | 6 671          | 62 400        | -          |      |
| Qeqqata    | Sisimiut     | 9 432          | 115 500       | GL-QE      |      |
| Sermersooq | Nuuk         | 23 387         | 531 900       | GL-SM      |      |

## Historické rozdělení

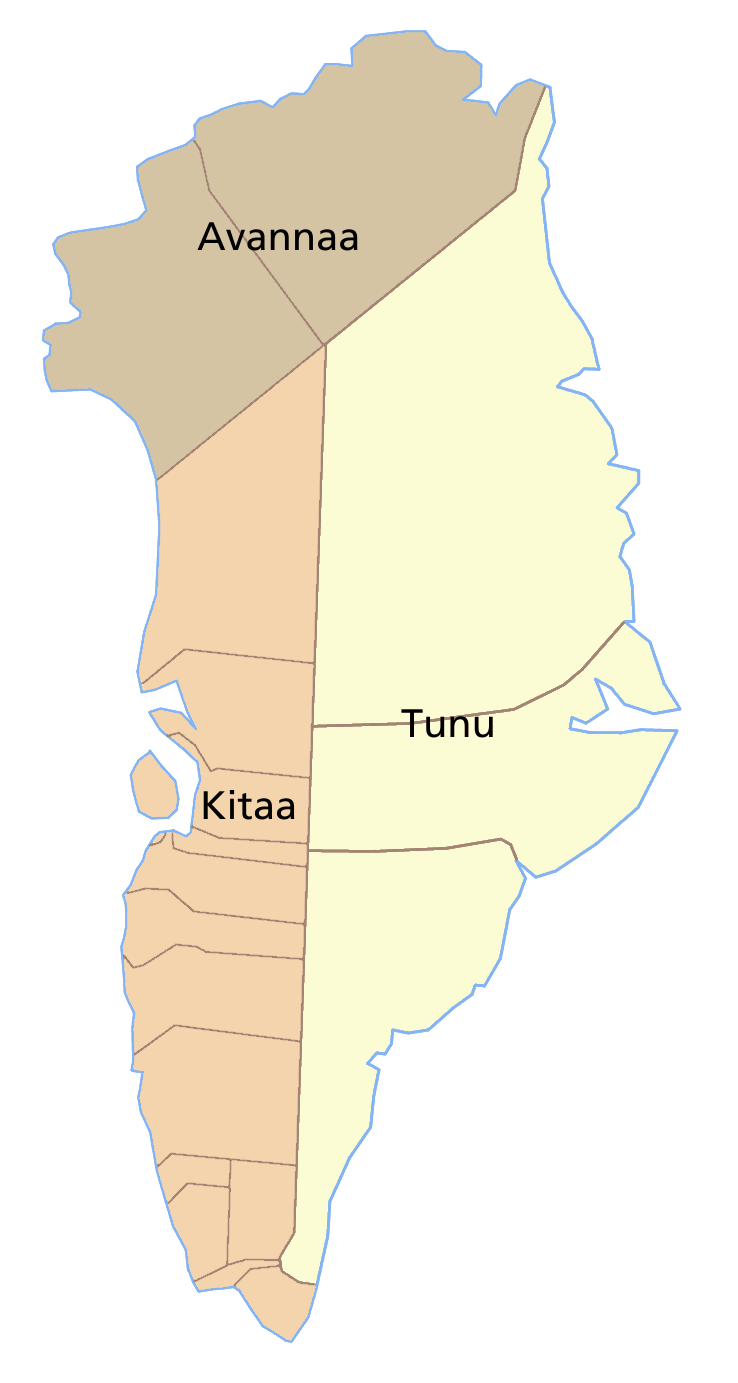
Bývalé rozdělení Grónska

V minulosti bylo Grónsko rozděleno do tří krajů: Kitaa (dnes Kujalleq, Sermersooq, Qeqqata, Qeqertalik, Avannaata), Avannaa (dnes Avannaata a Severovýchodní Grónsko) a Tunu (dnes Kujalleq a Sermersooq), které byly pak rozděleny do 21 obcí. Toto rozdělení se příliš neosvědčilo kvůli nízkému počtu obyvatel v krajích Avannaa (793 obyvatel) a Tunu (3591 obyvatel), přičemž v kraji Kitaa žilo 51 463 obyvatel, což je více než 92 % obyvatelstva celého Grónska. 1. ledna 2009 bylo Grónsko rozděleno do čtyř krajů s vyrovnaným počtem obyvatel. V roce 2018 byl kraj Qaasuitsup rozdělen na dva kraje, a to Avannaata a Qeqertalik.
| Kraj    | Obec                   | Hlavní město     | Rozloha (km2) | Počet obyvatel |
| ------- | ---------------------- | ---------------- | ------------- | -------------- |
| Kitaa   | Nanortalik             | Nanortalik       | 15 000        | 2 103          |
| Kitaa   | Qaqortoq               | Qaqortoq         | 8 500         | 3 430          |
| Kitaa   | Narsaq                 | Narsaq           | 8 500         | 1 908          |
| Kitaa   | Ivittuut               | Ivittuut         | 600           | 171            |
| Kitaa   | Paamiut                | Paamiut          | 51 000        | 1 733          |
| Kitaa   | Nuuk                   | Nuuk             | 105 000       | 14 705         |
| Kitaa   | Maniitsoq              | Maniitsoq        | 79 500        | 3 396          |
| Kitaa   | Sisimiut               | Sisimiut         | 36 000        | 6 822          |
| Kitaa   | Kangaatsiaq            | Kangaatsiaq      | 34 200        | 1 271          |
| Kitaa   | Aasiaat                | Aasiaat          | 4 000         | 3 285          |
| Kitaa   | Qasigiannguit          | Qasigiannguit    | 3 000         | 1 311          |
| Kitaa   | Ilulissat              | Ilulissat        | 47 000        | 5 023          |
| Kitaa   | Qeqertarsuaq           | Qeqertarsuaq     | 8 600         | 908            |
| Kitaa   | Uummannaq              | Uummannaq        | 93 000        | 2 313          |
| Kitaa   | Upernavik              | Upernavik        | 200 000       | 2 810          |
| Tunu    | Ammassalik             | Tasiilaq         | 232 100       | 3 023          |
| Tunu    | Ittoqqortoormiit       | Ittoqqortoormiit | 235 000       | 472            |
| Tunu    | Severovýchodní Grónsko | Daneborg         | 695 600       | 12             |
| Avannaa | Qaanaaq                | Qaanaaq          | 245 000       | 821            |
| Avannaa | Pituffik               | Pituffik         | 200           | 0              |
| Avannaa | Severovýchodní Grónsko | Nord             | 262 100       | 0              |